# Tipula nebulinervis
Tipula nebulinervis är en tvåvingeart som beskrevs av Alexander 1940. Tipula nebulinervis ingår i släktet Tipula och familjen storharkrankar. Inga underarter finns listade i Catalogue of Life.